# Sveta Marija
Sveta Marija (Hongaars: Muraszentmária) is een gemeente in de Kroatische provincie Međimurje.
Sveta Marija telt 2433 inwoners. De oppervlakte bedraagt 23,4 km², de bevolkingsdichtheid is 104 inwoners per km².
Steden (gradovi): Čakovec · Mursko Središće · Prelog

Gemeenten (općine): Belica · Dekanovec · Domašinec · Donja Dubrava · Donji Kraljevec · Donji Vidovec · Goričan · Gornji Mihaljevec · Kotoriba · Mala Subotica · Nedelišće · Orehovica · Podturen · Pribislavec · Selnica · Strahoninec · Sveta Marija · Sveti Juraj na Bregu · Sveti Martin na Muri · Šenkovec · Štrigova · Vratišinec